# 埃门多夫
埃门多夫是德国下萨克森州的一个市镇。总面积10.89平方公里，总人口737人，其中男性352人，女性385人（2011年12月31日），人口密度68人/平方公里。